# 31594 Drewprevost
31594 Drewprevost este un asteroid din centura principală de asteroizi.

## Descriere
31594 Drewprevost este un asteroid din centura principală de asteroizi. A fost descoperit pe 20 martie 1999 la Socorro, New Mexico, în cadrul proiectului LINEAR. Asteroidul prezintă o orbită caracterizată de o semiaxă mare de 2,48 ua, o excentricitate de 0,09 și o înclinație de 5,0° în raport cu ecliptica.